# Гойдер-Лагун
Гойдер-Лагун — большое сезонное болото в засушливой северо-восточной части штата Южная Австралия. Является частью водной системы реки Дайамантина, протекающей у Бердсвиллской дороги рядом с границей штата Квинсленд. Во время крупных паводков на реках Джорджина и Муллиган их речная система подпитывает водой северо-западную часть Гойдер-Лагун через Эйр-Крик и Уорбертон. Большая часть Гойдер-Лагун состоит из мелких плетеных микроканалов. Она лежит в пределах пастбищ Клифтон-Хиллз. Среднегодовая норма осадков составляет 100—150 мм, а средний максимум летней температуры составляет 36-39 градусов Цельсия. Высота над уровнем моря — 24 м.

## Птицы
Область общей площадью в 2684 км², в том числе и Гойдер-Лагун была признана организацией BirdLife International ключевой орнитологической территорией, в основном из-за того, что во время паводков, на этой территории обитает большое количество видов водоплавающих птиц, общим числом около 170 000 особей (согласно данным аэрофотосъёмки 2002 года). Наибольшее скопление таких птиц выявлено на южной стороне Гойдер-Лагун, включая некоторые особи баклановых, уток, цаплевых и ибисов. На данной территории поддерживается среда обитания более 1 % мировой популяции крапчатых уток, чайконосых крачек и королевских колпиц, разводимых под контролем. Во впадине Кунчера (англ. Koonchera waterhole) обитает небольшая популяция жёлтых чекановых трясогузок. Среди других видов птиц, для которых данное место является важным, известны письмокрылый дымчатый коршун, австралийский зуёк, ошейниковый и пёстроспинный травяные малюры, чёрный и пёстрый медососы, пустынная ашбия, Галстучный белолобик, австралийский щебечущий бич и коричный пёстрый флейтист.